# Grzegorz Sudoł
Grzegorz Arkadiusz Sudoł (* 28. srpna 1978, Nowa Dęba, Podkarpatské vojvodství) je polský atlet, který se věnuje sportovní chůzi.

## Kariéra
V roce 2004 reprezentoval na letních olympijských hrách v Athénách, kde skončil v chůzi na 50 km na 7. místě a o čtyři roky později na olympiádě v Pekingu obsadil na stejné vzdálenosti 9. místo.
Na Mistrovství světa v atletice 2009 v Berlíně dokončil závod (50 km) v čase 3.42:34 těsně pod stupni vítězů, na 4. místě. Na bronzového medailistu Jesuse Garciu ze Španělska v cíli ztratil 57 sekund.
Největší úspěch své kariéry zaznamenal v roce 2010 na evropském šampionátu v Barceloně, kde si došel v čase 3.42:24 pro stříbrnou medaili v chůzi na 50 km. Rychleji trať zvládl jen Francouz Yohann Diniz (3.40:37). Na předchozích evropských šampionátech v Mnichově 2002 a v Göteborgu 2006 vždy skončil desátý.
Po diskvalifikaci Sergeje Kirďapkina dostal dodatečně bronzovou medaili z MS 2009.